# Виборчий округ
Виборчий округ — територія, від якої виборцями обирається депутат (депутати) представницького органу або виборна посадова особа (виборні посадові особи).

## Види виборчих округів
У виборчому праві відомі такі види виборчих округів:
- Єдиний виборчий округ — виборчий округ, що охоплює всю територію, від якої обирається посадова особа чи на якій проводяться вибори в представницький орган за пропорційною виборчою системою за списками кандидатів;
- Багатомандатний виборчий округ — виборчий округ, в якому обираються кілька депутатів, і за кожного з них виборець голосує персонально, при цьому голосування може бути організовано за блоковою системою, системою обмеженого вотуму, системою єдиного непередаваного голосу;[1]
- Одномандатний виборчий округ — виборчий округ, від якого обирається один депутат, при цьому голосування може бути організовано за мажоритарною виборчою системою відносної більшості або абсолютної більшості.